# Festival du cinéma américain de Deauville 1993
Le Festival du cinéma américain de Deauville 1993, la 19e édition du festival, s'est déroulé du 3 au 12 septembre 1993.

## Inédits
- Garçon d'honneur d'Ang Lee
- Ennemi public de Bryan Singer
- Blue Sky de Tony Richardson
- Amongst friends de Rob Weiss
- Twenty Bucks de Keva Rosenfeld
- Naked in New York de Daniel Algrant
- Household Saints de Nancy Savoca
- A Life in the Theater  de Gregory Mosher
- Morning Glory de Steven Hilliard Stern
- Shimmer de John Hanson
- Strapped de Forest Whitaker

## Hommages
- John Malkovich
- Richard Fleischer
- Jessica Lange

Sont présents : Tom Cruise, Meg Ryan, Rebecca de Mornay, Angela Bassett, Sydney Pollack, Ben Kingsley, Matt Dillon, Danny Glover et Abel Ferrara.

## Sélection

### Premières - hors compétition
- Jurassic Park – Steven Spielberg

## Palmarès
| Prix                                       | Lauréat |
| ------------------------------------------ | --- |
| Prix de la critique internationale ex æquo | Garçon d'honneur d'Ang Lee et Ennemi public de Bryan Singer                                                                           |
| Prix du public ex æquo                     | El Mariachi de Robert Rodriguez et Naked in New York de Daniel Algrant et Caravan City (Hold Me, Thrill Me, Kiss Me) de Joel Hershman |
| Coup de cœur LTC                           | Garçon d'honneur d'Ang Lee |